# Mária Bušíková
Mária Bušíková, rozená Mária Pazúriková (* 1. prosince 1950), byla slovenská a československá politička Komunistické strany Slovenska a poslankyně Sněmovny lidu Federálního shromáždění za normalizace.

## Biografie
K roku 1976 se profesně uvádí jako dělnice. Ve volbách roku 1976 zasedla do Sněmovny lidu (volební obvod č. 167 - Tvrdošín, Středoslovenský kraj). Byla tehdy zvolena jako bezpartijní poslankyně. Mandát obhájila ve volbách roku 1981 (obvod Tvrdošín), nyní již jako členka KSS, a volbách roku 1986 (obvod Tvrdošín). Ve Federálním shromáždění setrvala do konce funkčního období, tedy do svobodných voleb roku 1990. Netýkal se jí proces kooptace do Federálního shromáždění po sametové revoluci.